# 内沼晋太郎
内沼 晋太郎（うちぬま しんたろう、1980年6月20日 - ）は、日本のブック・コーディネイター、クリエイティブ・ディレクター。

## 略歴
海城中学校・高等学校を経て一橋大学商学部商学科卒。元々はミュージシャンを目指していたが、大学在学中に出版業界について知り、本と人の出合いについて関わっていくこととなる。
東京国際ブックフェアを主催する企業に就職後、2、3ヶ月で退職。往来堂書店でアルバイトとして働きながら、2003年にネット古書店ブックピックオーケストラを設立。2006年末まで代表をつとめたのち、numabooksを設立。北尾トロの「新世紀書店」というイベントに参加し、そこで出会ったコンセプトショップ「TOKYO HIPSTERS CLUB」の担当者から書籍のセレクトを頼まれたのをきっかけにブック・コーディネーターを名乗るようになる。
アパレル業界のブック・コーディネートを中心にイベント運営や企画など幅広い分野で活動。2012年には博報堂ケトルと協業で下北沢にビールの飲める書店、B&Bを開業した。「本屋B&B」が、2015年グッドデザイン賞受賞。
出版にまつわる情報を発信するサイト「DOTPLACE」の編集長をつとめた。また読書用品のブランド「BIBLIOPHLIC」のプロデューサーとしても活動している。
下北沢の下北線路街「BONUS TRACK」に日記の専門店「日記屋 月日」を2020年にオープン。また、グリーンズ の小野裕之とともに「BONUS TRACK」の運営を中心に人・店・街にかかわる、株式会社散歩社の取締役もつとめる。
株式会社NUMABOOKS代表取締役、株式会社バリューブックス取締役、株式会社散歩社代表取締役、株式会社日記屋月日代表取締役。

## 主な著書
- 『本の未来をつくる仕事/仕事の未来をつくる本』（朝日新聞出版、2009年）
- 『本の逆襲』（朝日出版社、2013年）
- 『本の未来を探す旅 ソウル』（朝日出版社、2017年）※綾女欣伸との共著
- 『本の未来を探す旅 台北』（朝日出版社、2018年）※綾女欣伸との共著
- 『これからの本屋読本』（NHK出版、2018年）